# Villa EsSalud Panamericana
La Villa EsSalud Panamericana, también denominado Centro de Atención y Aislamiento Temporal Villa Panamericana, fue un hospital público temporal instalado inicialmente en dos de las siete torres del complejo habitacional y deportivo de Villa Panamericana al sur de Lima, capital del Perú.
La villa es la primera Villa Essalud a nivel nacional, así como el principal Centro de Aislamiento Temporal y Seguimiento. Según La Vanguardia la villa como hospital ya instalado que se expande superó al Hospital Edgardo Rebagliati Martins como el más grande del país, el costo de la transformación del centro deportivo a uno sanitario sería de S/28,5 millones (cerca de $8,5 millones) una cantidad menor de lo que costaría construir un hospital de esa envergadura.

## Contexto
Por el incremento del brote de la enfermedad por coronavirus en Perú en marzo y la capacidad rebasada de los hospitales y centros médicos, el gobierno del presidente Martín Vizcarra planeo dividir a los infectados, tanto a nivel nacional como a nivel de Lima Metropolitana entre casos leves y casos que requieran de cuidados intensivos, los primeros irían a la Villa Panamericana, un recinto ubicado en el metropolitano distrito de Villa El Salvador para albergar a los deportistas de los Juegos Panamericanos y Juegos Parapanamericanos de 2019; mientras que los segundos al Nuevo Hospital de Ate.

## Descripción

### Habilitación

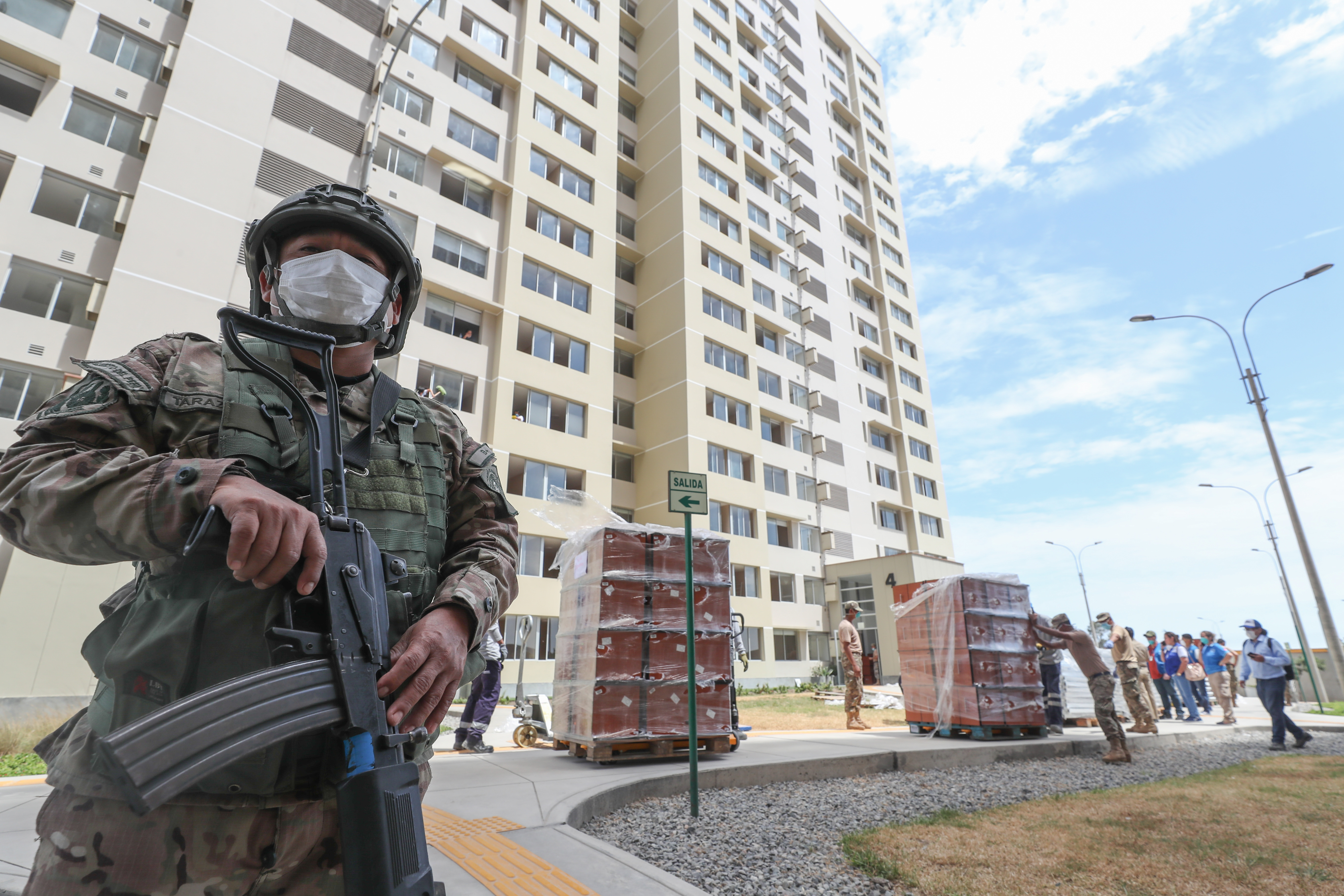
Miembros del Ejército del Perú apoyando la habilitación de la villa el 20 de marzo de 2020.

Mediante un decreto de urgencia se oficializó la implementación de la Villa Essalud Panamericana. Las labores de acondicionamientos iniciaron a mediados de marzo, en dos de las siete torres, su inauguración se llevó a cabo el 30 de marzo y estaría bajo la administración de Essalud. Los organismos encargados de realizar el acondicionamiento fueron los ministerios de Ambiente y Defensa en conjunto con el Proyecto Especial Legado Juegos Panamericanos y Parapanamericanos, el ente encargado que administra el recinto. El presidente Martín Vizcarra que, de ser necesario, adecuarán las siete torres debido a la pandemia.

Se han evaluado. Tenemos camas, colchones, pero falta accesorios propios de un hospital que no había, porque solo eran dormitorios de los deportistas. Hay que implementarlos con el equipo médico necesario para que vayan los infectados de COVID-19 que no van a cuidados intensivos. Ahí tenemos capacidad para en un futuro, y ojalá no lleguemos a esa necesidad, albergar hasta a 3 mil personas hospitalizadas.
Martín Vizcarra, presidente de la República, 19 de marzo de 2020.

El gobierno trasladó 12 camiones con 100 toneladas de materiales necesarios, entre lo que se encontraba 900 camas. Una de los beneficios de la Villa, es que al ser construida también para para-atletas, contaba con infraestructura adecuada para personas con discapacidad, incluido señalética en Braille. La villa ya habilitada fue abierta al público el 30 de marzo de 2020.

### Situación de los atletas peruanos
La villa fue construida para ser posteriormente vendida como apartamentos individuales, reservándose algunas habitaciones para los aletas peruanos que lograrán ganar una medalla en los juegos panamericanos y parapanamericanos.
En ese línea, el Proyecto Especial Legado Juegos Panamericanos y Parapanamericanos dejó en claro lo siguiente:

La entrega de los departamentos a los 65 medallistas peruanos [debe] está[r] garantizada. Tras superar la emergencia sanitaria, el Estado peruano cumplirá con su compromiso de reconocer el esfuerzo de los atletas y para atletas por dejar en alto el nombre del país. El sorteo público de asignación de departamentos a los deportistas ganadores de medallas programado para el 30 de marzo queda postergado por la emergencia nacional.
Proyecto Especial de Legado de Juegos, 19 de marzo de 2020.

### Expansión
En abril de 2020, se habilitó dos torres más para miembros de la Policía Nacional del Perú contagiados con COVID-19. En junio de 2020, la presidenta de Essalud Fiorella Molinelli comunicó que la Agencia de los Estados Unidos para el Desarrollo Internacional (USAID) donó una Sala de Observación donde se desarrolla oxígeno-terapias para pacientes que se recuperan del COVID-19, además de contar con laboratorio clínico, una sala de rayo X y de esterilización, y una farmacia. En agosto se puso en marcha una nueva Sala de Observaciones.
El presidente Vizcarra el 16 de abril de 2020 expresó que el gobierno estudia la posibilidad de convertir a la Villa en un hospital permanente que sería un gran complejo hospitalario de Lima, en vez de continuar intentado venderla como apartamentos, el presidente también dijo que los apartamentos para los atletas y para-atletas no se verían afectados, pues estos no llegan a ocupar ni una torre completa. La presidenta de Essalud Fiorella Molinelli dejó en claro que una de sus aspiraciones es que la villa, pasada la pandemia, se convierta en un geriátrico para los adultos mayores debido a su infraestructura adecuada para personas con discapacidad.

## Uso

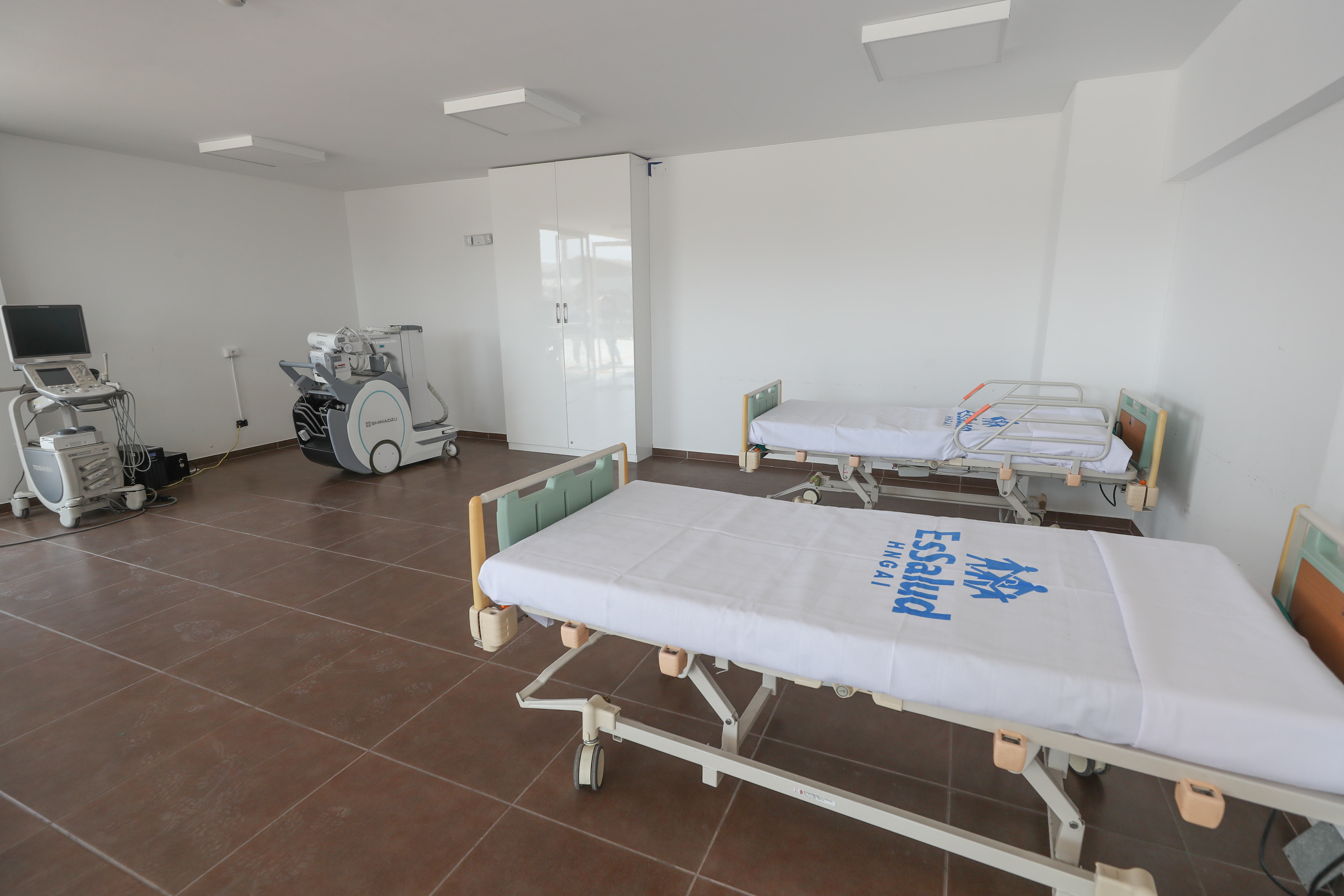
Camas y otros artefactos sanitarios de Essalud en un apartamento de alguna de las torres adecuadas para recibir pacientes COVID-19.

Las torres adecuadas para la atención sanitaria están divididas por piso y torre: Los pisos del 1 al 10 son para los casos de riesgo, mientras que los pisos del 11 al 20 son para casos, entre jóvenes y adultos mayores, que no presenten problemas de movilidad; cada departamento puede ser ocupado por tres personas, por lo que en ocasiones de contagio entre familiares, tres de ellos pueden quedarse en un apartamento. La torre 4 esta destinada para las personas que presenten síntomas y realicen un aislamiento,  la torre 3 es para los casos confirmados de COVID-19, la torre siete esta destinada para el personal sanitario, cada piso de las torres ocupadas cuentan con historias clínicas. Las principales edades que acuden a la villa son entre los 40 y 75 años, y la mayoría son hombres.
El 15 de julio, Essalud implementó líneas de WhatsApp para que personas con posible o confirmado caso de COVID-19 que estén en una fase leve o moderada soliciten aislarse en la Villa Panamericana, esta última labor antes dependía exclusivamente de las entidades hospitalarias quienes realizaban el protocolo para observar que pacientes eran trasladados a la villa.
En mayo se registró que se da de alta a 70 pacientes por día, hasta ese momento 3,383 personas habían recibido asistencia sanitaria en la villa. Molinelli informó que hasta el 24 de junio, la Villa atendió a cuatro mil personas.
El principal sitio de procedencia de la mayoría de pacientes son Lima Metropolitana (que abarca las ciudades de Callao y Lima) y el departamento de Lima, fuera de esos le siguen en menor medida: Arequipa, Ayacucho, Amazonas, Cajamarca, Cuzco, Huancavelica, La Libertad, Loreto y Ucayali.
El tiempo de estadía de los pacientes varía, a los que llegan con caso de prueba molecular positivo se lo interna por 14 días, los que traen una Inmunoglobulina G (presencia de anticuerpos e infección de días) se queda solo siete días, y a los casos sospechosos se les hace pruebas y luego se los pone en alguno de los dos grupos. Las autoridades sanitarias permiten que los allegados de los pacientes vayan a entregarle ropa, pues el distrito de Villa El Salvador, donde se ubica la villa, es de los que tienen más baja temperatura en Lima. El personal sanitario trabaja 15 días y descansa otros 15.
Para junio se registró, desde el inicio de funcionamiento de la villa, que 6,000 personas fueron atendidas y 5,000 dados de alta. La villa también fue incluida dentro de los sitios de llegada del servicio "Taxi sanitario", un servicio de Essalud que ayuda a una mejor administración de los pacientes en Lima.
Fue cerrado en octubre de 2022, tras dar de alta a su última paciente.

## Controversias

### Impacto mental
Al ser originalmente un centro habitacional y no uno sanitario se vio un impacto negativo en la salud mental; los pacientes pasan por dos etapas en donde presentan signos de angustia (principalmente en los primeros días) y desesperación (en los últimos), algunos pacientes consideran a la villa una «cárcel dorada sin rejas», los pacientes en un estado excesivamente ansioso son tratados de forma individual. Los trabajadores sanitarios que viven y duermen en la práctica con los pacientes dentro del complejo de torres presentan una alta presión mental al estar fuera de su entorno convencional hospitalario. Como respuesta, las autoridades sanitarias enviaron 20 psicólogos para trabajar en los interiores de la villa.

### Falta de control
En julio se grabó a un grupo de individuos jugando fútbol en una de las canchas de fútbol del complejo, entre los que se encontraban posiblemente personal médico, Essalud negó esto último e informó que abrió una investigación para comprobar si los que se encontraban desobedeciendo la prohibición de mal utilizar el recinto son personal de Essalud o de la empresa que presta el servicio de vigilancia.